# 特爾戈維什泰 (塞爾維亞)

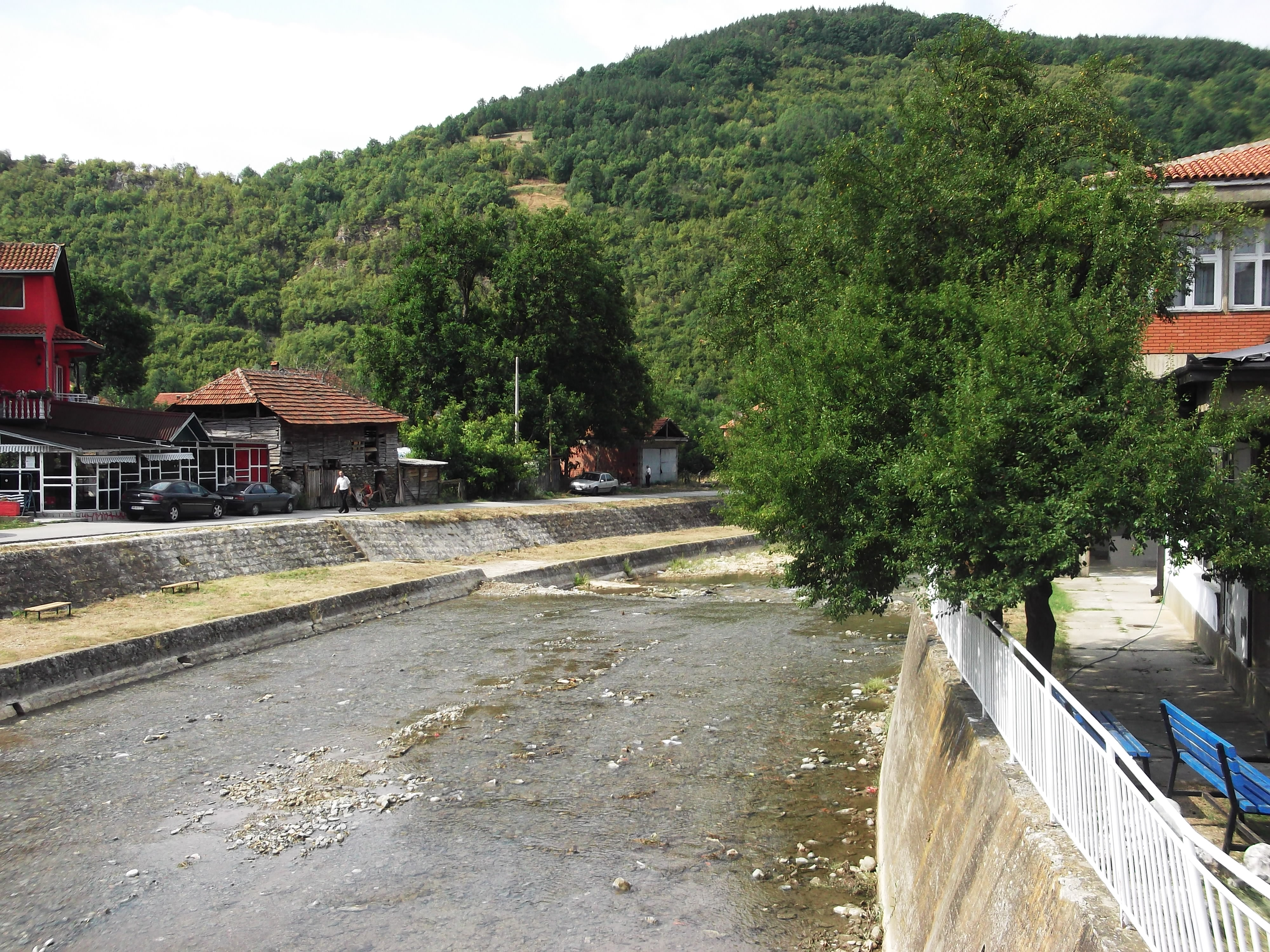

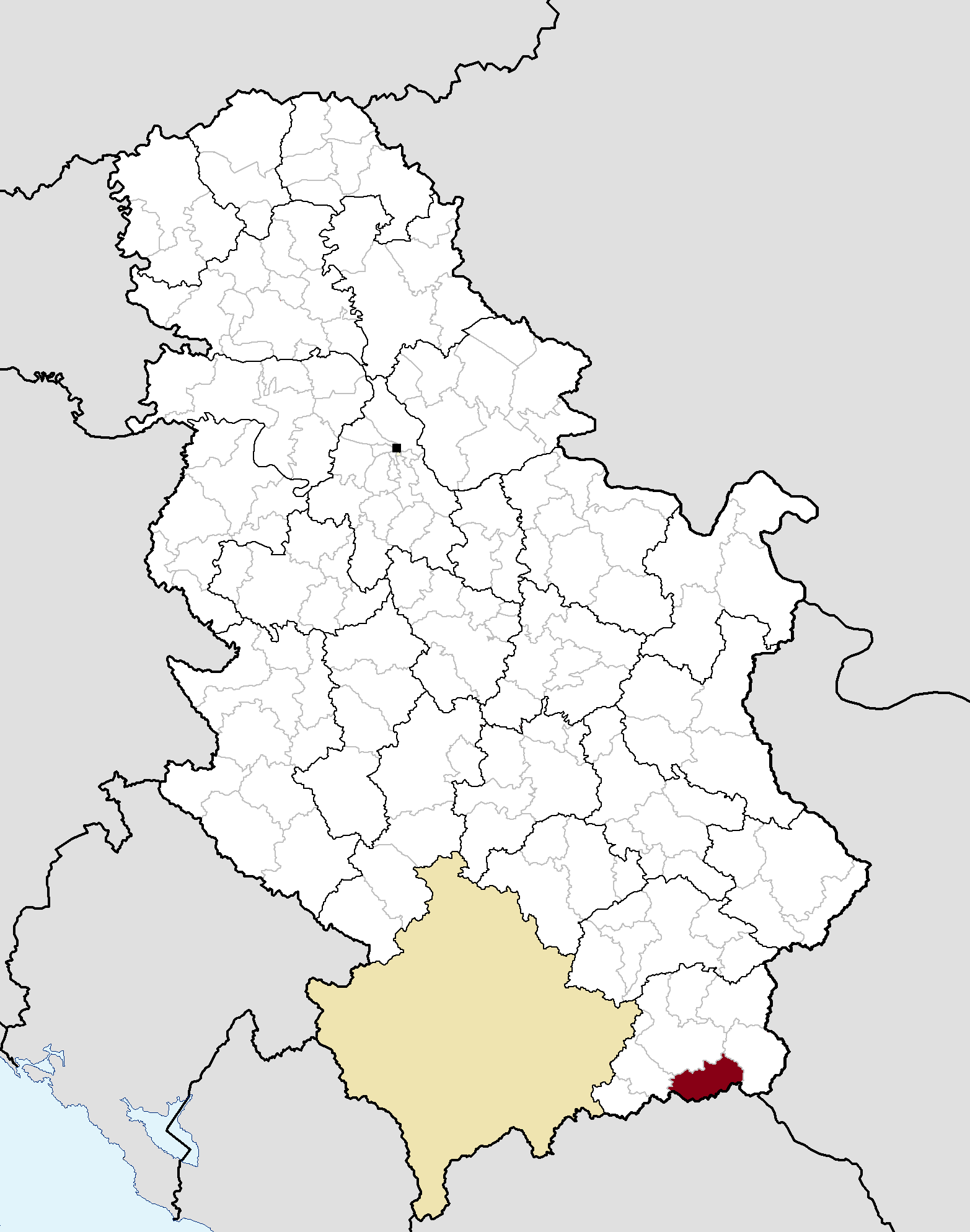

42°22′N 22°05′E / 42.367°N 22.083°E
特爾戈維什泰，是塞爾維亞的城鎮，位於該國南部，由普奇尼亞州負責管轄，面積370平方公里，海拔高度805米，2011年人口5,091，人口密度每平方公里14人。